# Östra leden
Östra leden är en cirka 7 kilometer lång led i Kebnekaisemassivet Kiruna kommun i Lappland som går från Kebnekaise fjällstation till Kebnekaises sydtopp. Leden går först längs Jökelbäcken, passerar över Björlings glaciär och innehåller därefter klättringsmoment innan topplatån med toppstuga. Det rekommenderas därför bara att man tar leden om man är van vid viss klättring, har rätt utrustning och är medveten om riskerna. Under vissa tider av året finns guidade turer längs östra leden och lämplig utrustning kan tillhandahållas. I klättringspartierna finns det vanligtvis utsatta stålobjekt och vajrar för säkring, likt en så kallad Via Ferrata. 
Östra leden följdes såvitt känt först av islänningen Thordus S. Gudjohnsen (1867-1937) sommaren 1919  och den kallas därför också för Gudjohnsens led.